# Elaphoglossum potomogeton
Elaphoglossum potomogeton är en träjonväxtart som beskrevs av John T. Mickel. Elaphoglossum potomogeton ingår i släktet Elaphoglossum och familjen Dryopteridaceae. Inga underarter finns listade.